# A belső ember (Csillagkapu)

## Ismertető
| Figyelem: Itt a Csillagkapu 10. évadjának cselekményét vagy a végkifejletet is olvashatod. |

A CSK-1 folytatja az Ősi fegyver utáni kutatást, miközben egy idegen űrhajó közelít a Parancsnokság felé. Amikor a hajó nem válaszol a hívásokra, rálőnek és lezuhan. Mindenki meglepetésére a pilóta nem más, mint Ba'al (Cliff Simon).
Ba'al közli a CSK-1-gyel, hogy a klónjai kezdenek ellene fordulni, és a CSK-1 segítségét kéri a megtalálásukban és megsemmisítésükben. Cserébe, megígéri hogy segít megtalálni a bolygót amin az Ős fegyver található.
Rájőve, hogy Ba'al klónjai kiadhatják az Ori-nak a fegyver rejtekhelyét, a csapat nekiáll a klónok elfogásának és a parancsnokságra szállításának. Hamarosan, legalább 20 Ba'al klónt tartanak fogva a bázison, és mindegyikük azt állítja, hogy ő az igazi.
Barrett ügynököt, mint a rész végén kiderül, a Tröszt emberei agymosásban részesítették, aki bemegy az egyik Ba'al fogvatartási helyére, ahol leütik, és elveszik a fegyverét. A kimenekült Ba'al (vagy klón) kiszabadítja hasonmásait, és túszokat ejtenek. A túszok között van Samantha Carter is, akit kényszerítenek arra, hogy egy hordozható eszközre rámásolja az egyik Furling adattároló eszközből Jack O'Neill fejébe töltött, majd a CSKP számítógépein tárolt bolygók listáját. Sam ezt megteszi, hiszen tudja, hogy a bázist árnyékolták, így az eszközt nem tudják felsugározni egy közelben várakozó hajóra.
A Ba'al csoport egy terembe menekül, bízva abban, hogy a Tröszt által megadott adatok igazak, miszerint egy-egy Ba'al hasonmás helyzetmeghatározója összeadódva áttöri a CSKP bázis árnyékolását. A bázis tagjai sarokba szorítják Ba'al csoportját, de ekkor feltranszportálják őket egy közelben álló Goa'uld hajóra, és belépve a hipertérbe, elhagyják a Föld közelét, megszerezvén a Furling adatokat.